# Marcel Bataillon
Pour les articles homonymes, voir Bataillon (homonymie).
Marcel Édouard Bataillon, né à Dijon le 20 mai 1895 et mort à Paris le 4 juin 1977, est un hispaniste spécialiste des questions de spiritualité dans l'Espagne du XVIe siècle et militant pacifiste français.

## Biographie
Marcel Édouard Bataillon naît à Dijon au domicile de ses parents - rue du Général Fauconnet - le 20 mai 1895. Fils du biologiste Jean-Eugène Bataillon et de Marie-Henriette Wahl son épouse, il entame ses études en 1913 à l'École normale supérieure de Paris. Il poursuit ensuite sa formation par un séjour à la Casa de Velázquez en 1915-1916. Il participe à la Première Guerre mondiale (1916-1919), qu'il termine comme sous-lieutenant, après avoir été en 1916 Délégué du Comité international de propagande des Alliés en Espagne. Il en sortira avec de grandes convictions pacifistes. En 1936 il est candidat du Front populaire aux élections législatives d'Alger.
Sa passion pour la civilisation hispanique s'éveille dès 1916, alors qu'il effectue en Espagne des recherches sur les humanistes hellénisants dans la péninsule. Après son admission au concours de l'agrégation d'espagnol en 1920, il est boursier en Espagne en 1921 et 1922. Il se marie en 1922 à Paris et sera père de quatre enfants.
Il enseigne à l'université de Lisbonne (1923-1925), puis au lycée de Bordeaux, puis à l'université d' d'Alger  (1929-1937). Il est candidat du Front populaire aux élections législatives de 1936. Enfin, il enseigne à la Sorbonne, où il dirige l'Institut d'études hispaniques. Il soutient sa thèse de Doctorat en 1937 (Érasme et l’Espagne, recherches sur l’histoire spirituelle du XVIe siècle).
Pacifiste notoire, il a été de 1936 à 1939 membre du comité directeur de la Ligue Internationale des Combattants de la Paix[réf. nécessaire]. Le 30 juin 1941, il est arrêté à la demande de la Gestapo et conduit à la Direction des Renseignements Généraux et remis le même jour aux autorités allemandes. Il est interné au camp de Compiègne. Il sera libéré, le 22 août, grâce à l'intervention de Le Roy Ladurie auprès de l'amiral Bard, préfet de police.
En 1945, il entre au Collège de France où il occupe vingt ans durant la chaire de langues et littératures de la péninsule Ibérique et d'Amérique latine. Il est professeur invité dans de nombreux centres universitaires et membre de plusieurs académies, docteur honoris causa de diverses universités, président d'associations internationales comme l'Association nationale des hispanistes entre 1965 et 1968, ou de celle des américanistes et celle de littérature comparée. Bataillon participa au Centre d'études historiques et fut ami de grands intellectuels espagnols comme Ramón Menéndez Pidal, Américo Castro, José Fernández Montesinos, Homero Serís, Dámaso Alonso, Rafael Lapesa, Jorge Guillén, Pedro Salinas, Antonio Machado et Alfonso Reyes, mais aussi de Antonio Rodríguez-Moñino et Eugenio Asensio.
Il est le premier président de la société d'hispanistes français et second président de l'Association internationale d'hispanistes. Il traduit en français plusieurs auteurs hispaniques, dont les textes En torno al casticismo de Miguel de Unamuno (L’Essence de l’Espagne, 1923) et Facundo, civilización y barbarie, de l'homme politique argentin Domingo Faustino Sarmiento (1934). Il a également dirigé le Bulletin hispanique et la Revue de littérature comparée.
Il est administrateur au Collège de France entre 1955 et 1965. Il est élu membre de l'Académie des inscriptions et belles-lettres en 1953. Il meurt à Paris  le 4 juin 1977.
Marcel Bataillon épouse à Paris 8e arrondissement le 29 décembre 1922 Lucy Hovelacque (1896-1953). Ils ont eu quatre enfants :
- Jeanne (Annie) 1923-2008 épouse en 1947 le philosophe Claude Lefort. Elle dirige la bibliothèque de l'Institut des Hautes Études d'Amérique Latine de 1955 à 1988.
- Pierre (1925-2014), administrateur civil en Algérie (1946-1962), puis sous-préfet en France.
- Philippe Bataillon (1928-), photographe et caméraman puis traducteur, épousant en secondes noces la traductrice et hispaniste Laure Guille-Bataillon.
- Claude Bataillon (1931-), géographe.

## Œuvre
Sa thèse de 1937, Érasme et l’Espagne, recherches sur l’histoire spirituelle du XVIe siècle, traite pour l'essentiel des répercussions de l'Érasmisme en Espagne sur les contemporains du XVIe siècle. Il commence cette étude dans les années 1920 et sa publication en pleine guerre civile fait qu'on ne mesure son importance que plus tard, dans les années 1950, lorsque mise à jour et traduite en espagnol elle sort des presses mexicaines du Fondo de Cultura Económica (1950) et est reconnue comme un « authentique sommet dans l'histoire de l'hispanisme », pour reprendre les mots d'Eugenio Asensio en 1952.
Dès 1925 il s'intéresse aux frères Juan et Alfonso de Valdés. Il identifie de façon judicieuse le second comme l'auteur du Dialogue de Mercure et Charon (Diálogo de Mercurio y Carón) et découvre dans les archives de la Bibliothèque nationale de Lisbonne l'unique exemplaire du Dialogue de la doctrine chrétienne (1529) du premier, qu'il publie accompagné d'un prologue de sa conception.
En 1977 il publie Erasmo y el erasmismo, qui réunit plusieurs de ses études toujours autour du même thème. Vers la fin de sa vie, il préparait avec enthousiasme la seconde édition en français de son grand livre, mais qui ne put sortir qu'en 1991, grâce au travail de deux de ses disciples, Charles Amiel et Daniel De Voto.
Ces études sur l'érasmisme l'amenèrent à s'intéresser de façon approfondie au Lazarillo de Tormes ainsi qu'au roman picaresque (Le Roman picaresque, 1969). Il publia également diverses autres études sur Cervantes, Lope de Vega et d'autres auteurs sous le titre de Varia lección de clásicos españoles.
Dans l'édition de Erasmo y España de 1950 figure en appendice un chapitre intitulé "Erasmo y el Nuevo Mundo" ("Érasme et le Nouveau Monde"), qui fut le point de départ d'importants travaux de Bataillon sur Vasco de Quiroga, Juan de Zumárraga, sur les conquistadores et les chroniqueurs de la conquête de l'Amérique, en particulier sur Bartolomé de las Casas, le grand défenseur des Amérindiens (Études sur Bartolomé de las Casas et Las Casas et la défense des indiens, réunis en un seul volume en 1966). En 1952 il publie également un recueil d'articles sur l'humanisme portugais.
Sa méthode rappelle celle des grands humanistes comme Antonio de Nebrija, selon sa conception qu'il expose lors de sa leçon inaugurale au Collège de France en 1945 :
« Le grand philologue est celui qui possède dans ce travail d'élucidation des œuvres une connaissance parfaite de la langue du texte, des techniques d'écritures grâce auxquelles il nous est transmis, des usages stylistiques ou des règles métriques auxquels il se soumet, mais également une connaissance complète de la civilisation à laquelle appartient ce texte, depuis sa religion et sa philosophie jusqu'à ses techniques les plus humbles, en passant par sa vie politique et sociale. »

## Publications
- « Alonso de Valdés, auteur du Diálogo de Mercurio y Carón », in Homenaje a Menéndez Pidal, I, 1925, p. 403-415.
- La Celestine selon Fernando de Rojas (La Celestina según Fernando de Rojas, París, Didier, 1961).
- Varia lección de clásicos españoles, 1964.
- Rebâtir l'école, Paris, Payot, 1967, en collaboration avec André Berge et François Walter, prix du Docteur-Binet-Sanglé de l’Académie française.
- Le Roman picaresque, 1969.
- Pícaros y picaresca, Madrid, Taurus, 1969.
- Erasmo y el erasmismo, Barcelona, Crítica, 1983, 2.ª ed.
- Érasme et l'Espagne - Recherches sur l'histoire spirituelle du XVIe siècle, 1937 (thèse), réédition augmentée et corrigée de 1991, Genève, Droz, 1998  (ISBN 2-600-00510-2).
- Lettres de Marcel Bataillon à Jean Baruzi, autour de l’hispanisme, p. VII- XV, 2005, Nino Aragno editore, Turin.
- Les Jésuites dans l'Espagne du XVIe siècle. Paris : les Belles Lettres, 2009. (Histoire ; 96).  (ISBN 978-2-251-38096-4).
- Marcel Bataillon, hispanisme et engagement, Lettres, carnets, textes retrouvés (1914-1967), Paris 2009, Presses Universitaires du Mirail, préface de Augustin Redondo, [présenté par Claude Bataillon], 178 p. Nouvelle version: Marcel Bataillon : Hispanismo y compromiso político, cartas, cuadernos, textos encontrados (1914-1967), Fondo de cultura económica/ Colegio de México, 2014, 303 p. [édición traducida, aumentée de dos textos sobre el viaje de 1948 a las Américas]
- Los Jesuitas en la España del siglo XVI. Valladolid, Junta de Castilla y León, 2010, 254 p.
- Epistolario Américo Castro y Marcel Bataillon (1923- 1972), Edición de Simona Munari [traducción del francés por Dévora Santos Noguiera], Introducción de Francisco José Martín, Prólogo de Claude y Gilles Bataillon [p. 13- 17] y de José Lladó y Diego Gracia, Biblioteca Nueva/ Fundación Xavier Zubiri [Grupo editorial Siglo XXI : México, Madrid, Barcelona, Buenos Aires], Madrid 2012, 445 p.
- Dámaso Alonso-Marcel Bataillon, un epistolario en dos tiempos [1926- 1935, entorno al Enquiridion; 1949-1968, entorno al Hispanismo], Estrella Ruiz-Gálvez Priego (dir.), Edición, introducción, notas y coordinación E. Ruiz-Galvez, [50 cartas] apéndices Javier Espejo Surós y Alicia Nieto Oïffer, índice de nombres, Fundación Universitaria Española 339 p., 2013.